# Nationaal Park Soberanía
Het Nationaal Park Soberanía (Spaans: Parque Nacional Soberanía) is een 19.545 hectare groot nationaal park in Panama.

## Geschiedenis
Nationaal Park Soberanía werd op 27 mei 1980 geopend. Tot 1985 behoorde ook Parque Municipal Summit tot het nationaal park, waarna het werd overgedragen aan het bestuur van Panama-stad.

## Ligging
Nationaal Park Soberanía ligt in de provincies Panama en Colón ten oosten van het Panamakanaal op ongeveer 25 km van Panama-stad. Het grenst in het zuiden aan Nationaal Park Camino de Cruces en in het noorden aan het Gatún-meer.

## Wandelroutes
In Nationaal Park Soberanía bevinden zich meerdere wandelroutes. Befaamd is de Camino de Oleoducto als een van de beste locaties op het Amerikaanse continent om vogels te zien. Dit wandelpad volgt het traject van een voormalige oliepijplijn uit de Tweede Wereldoorlog. In 1996 werden op een dag 525 vogelsoorten binnen een dag gezien. Een andere wandelroute in Nationaal Park Soberanía volgt de Camino de Cruces, een handelsroute die in de zestiende eeuw door de Spaanse kolonisten werd opgezet tussen de Caribische kust en Panama-stad.

## Flora en fauna
In Nationaal Park Soberanía is bedekt met regenwoud. In het nationaal park komen meer dan 1.300 verschillende plantensoorten voor, waaronder epifyten, bromelia's, eiken, katoenbomen en koningspalmen. Tot de ruim vijfhonderd vogelsoorten die in Nationaal Park Soberanía zijn waargenomen behoren onder meer de wurgarend, toekans, spechten, motmots, trogons, papegaaien, kolibries en een groot aantal zangvogels. Daarnaast zijn 105 zoogdiersoorten bekend uit het nationaal park, waaronder de kapucijnluiaard, mantelbrulaap en witsnuitneusbeer. Verder leven in Nationaal Park Soberanía 79 soorten reptielen, 55 soorten amfibieën en 36 soorten zoetwatervissen.

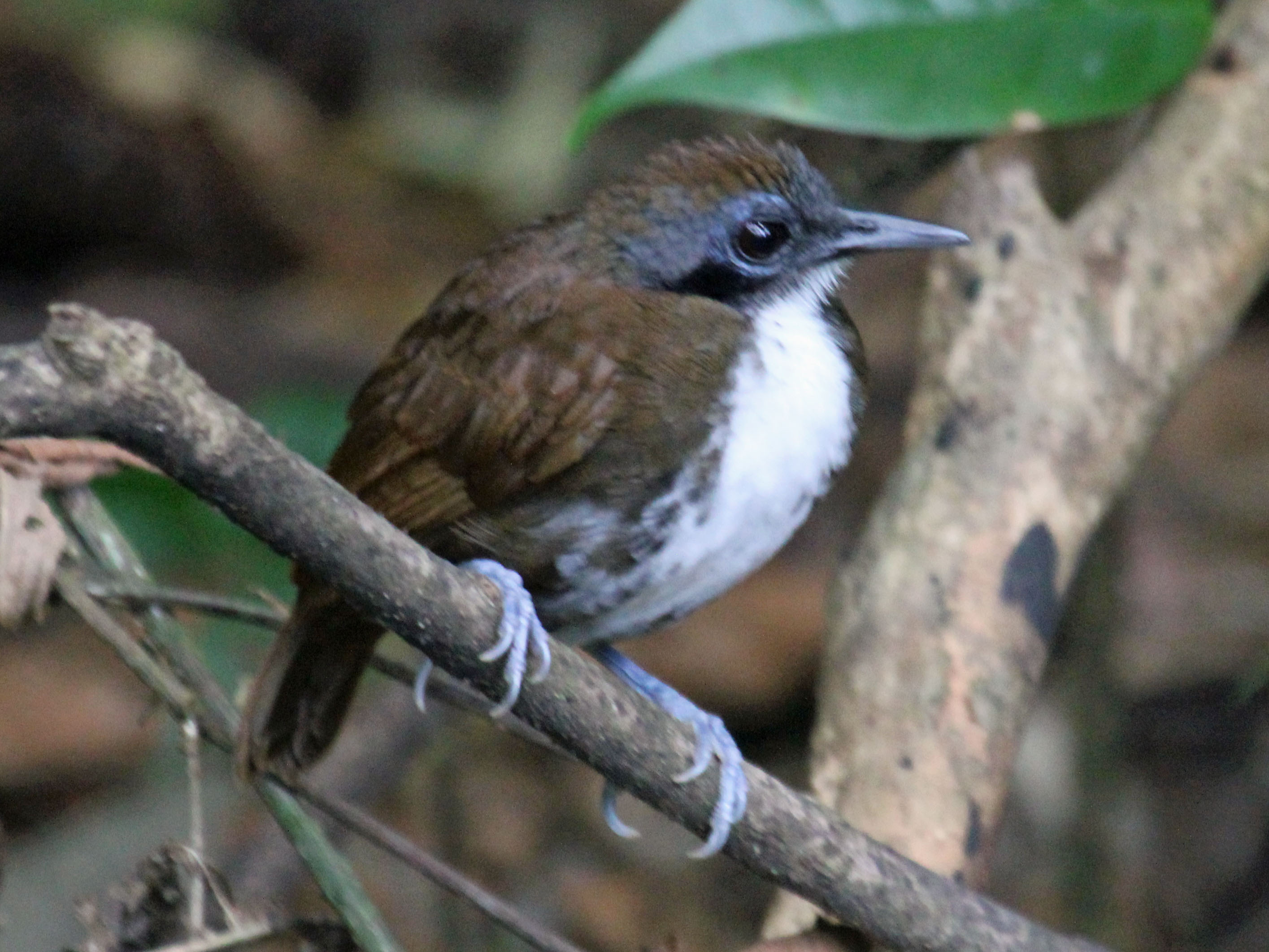
Tweekleurige miervogel (Gymnopithys bicolor)
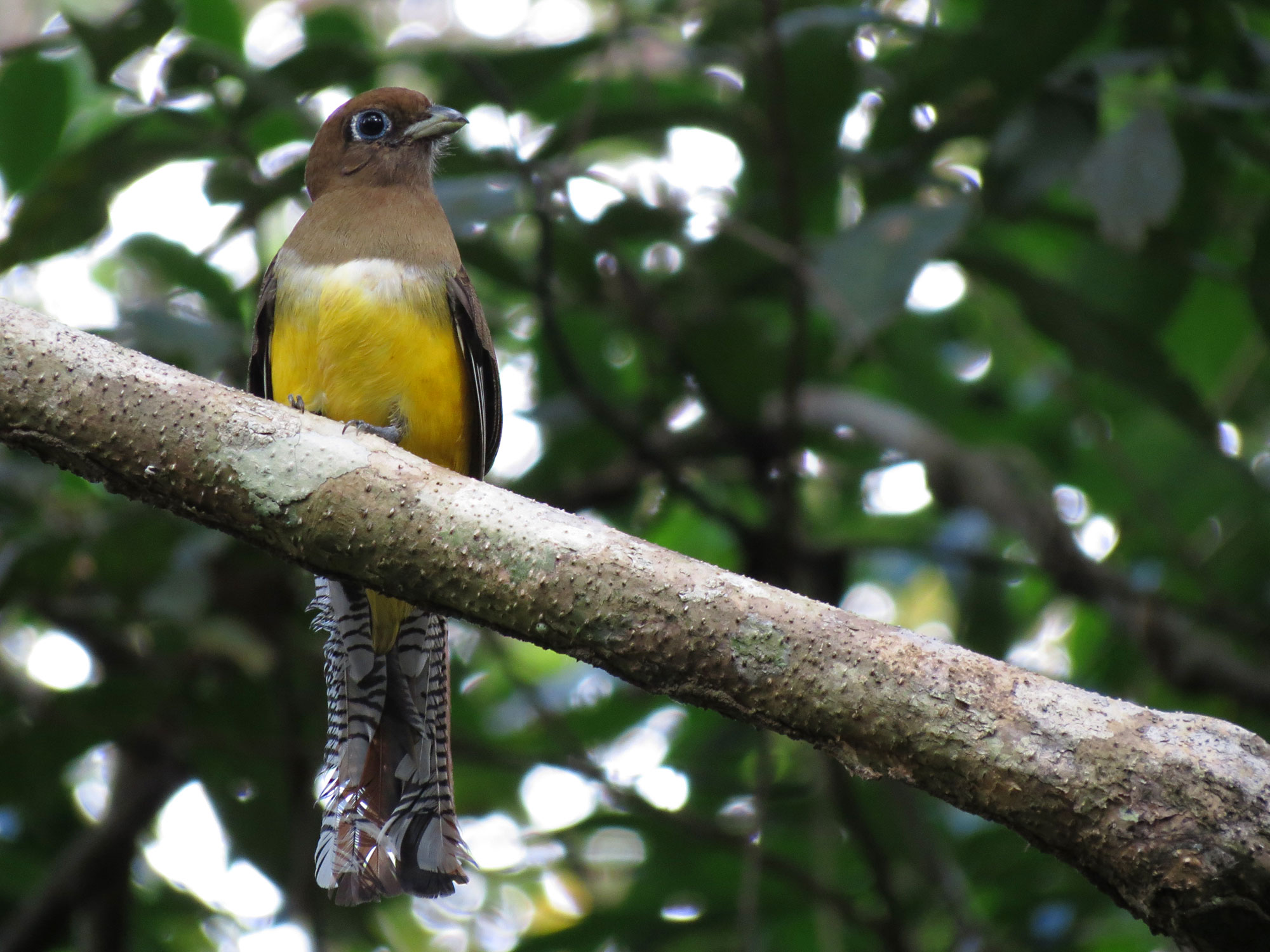
Zwartkeeltrogon (Trogon rufus)
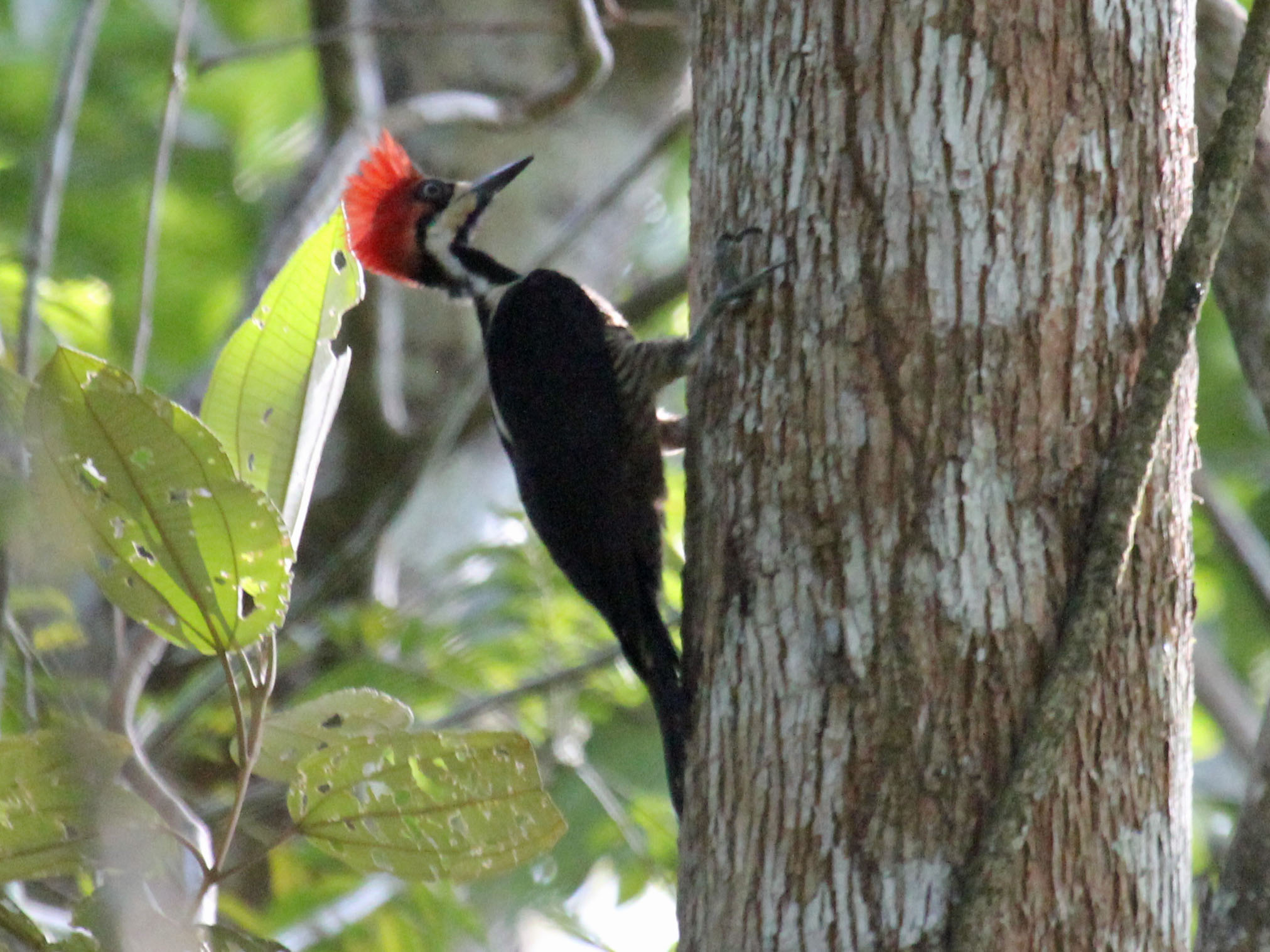
Zwartkeelspecht (Campephilus melanoleucos)
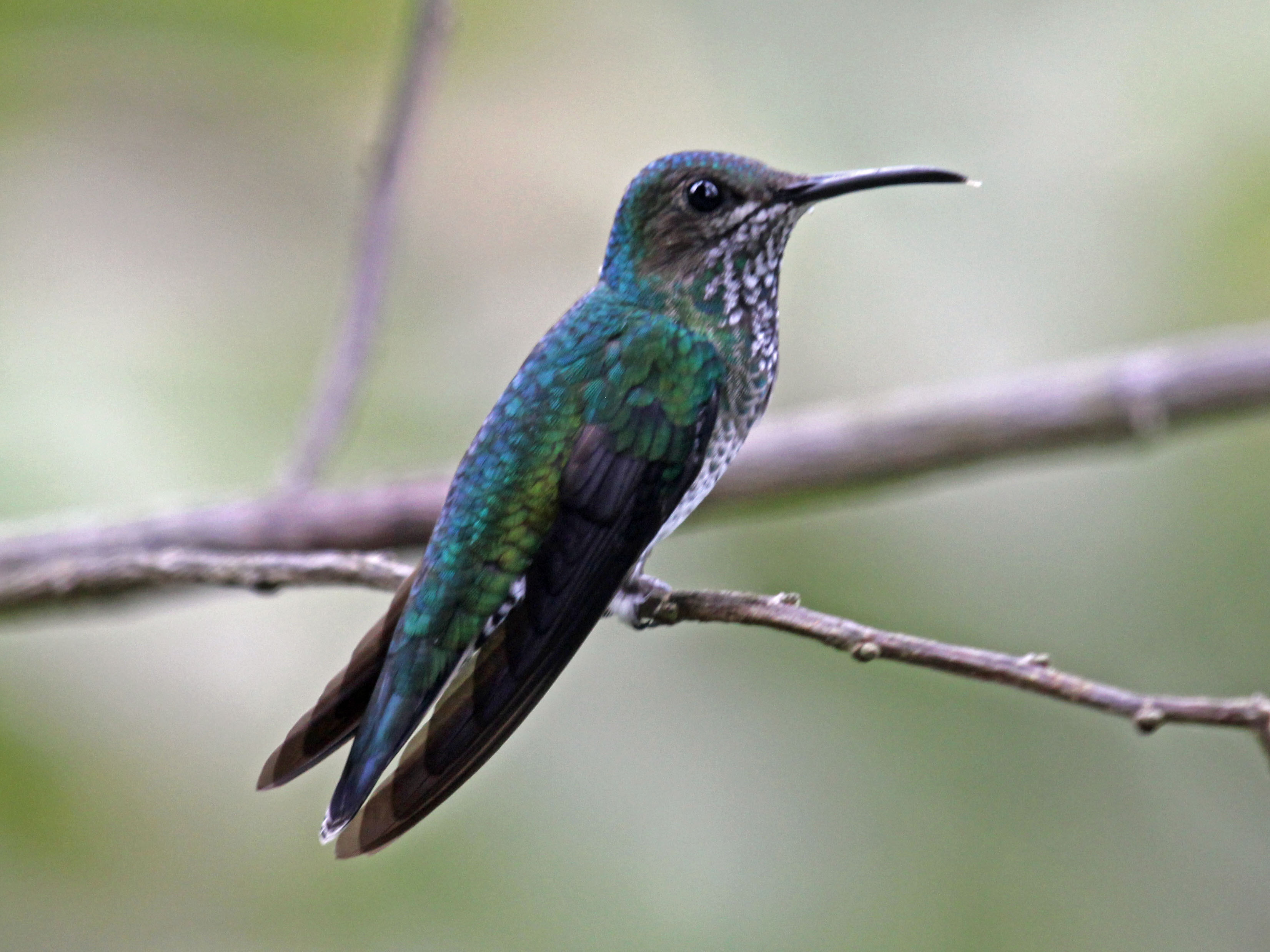
Witnekkolibrie (Florisuga mellivora)
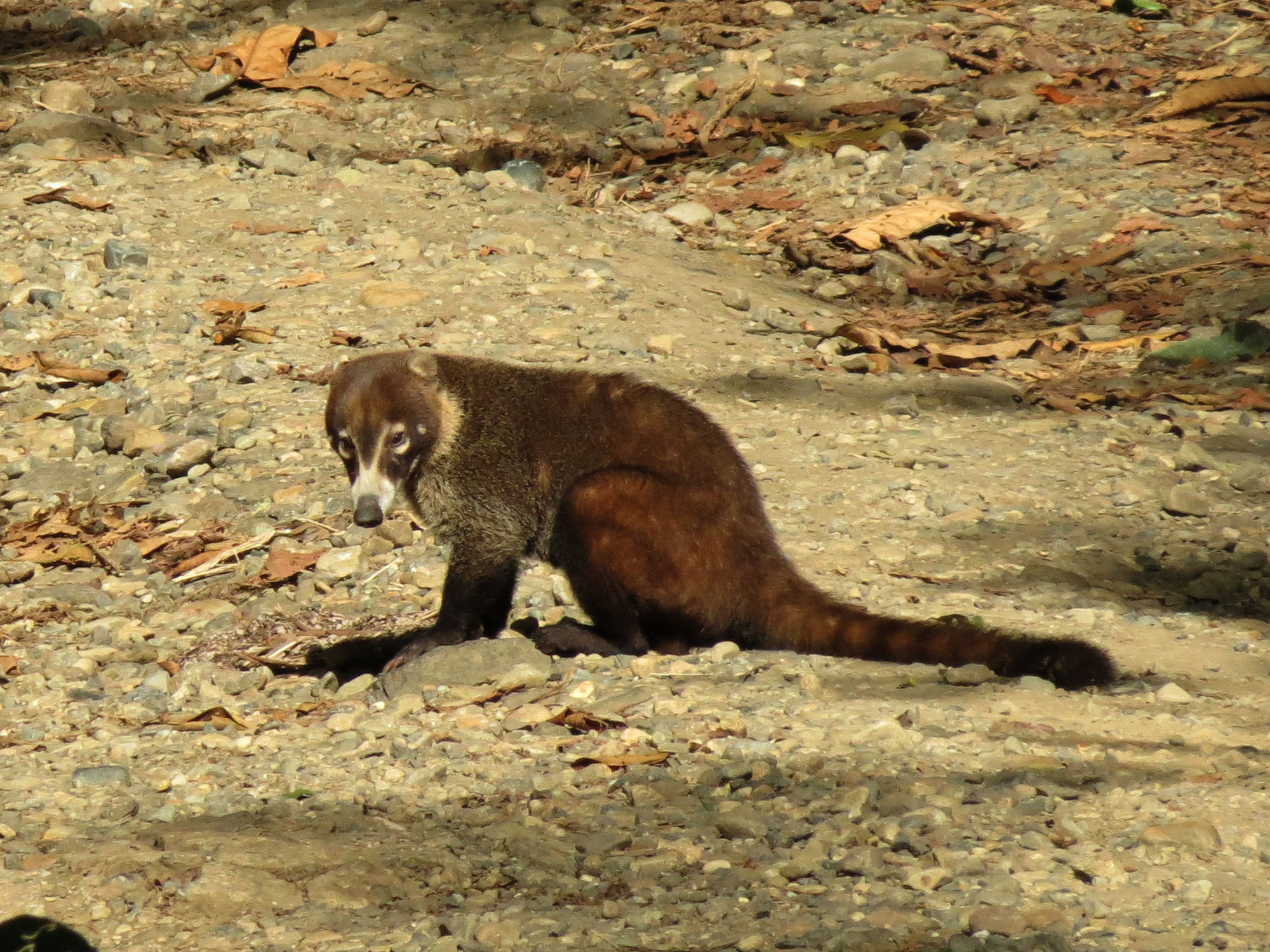
Witsnuitneusbeer (Nasua narica)

Altos de Campana · Camino de Cruces · Cerro Hoya · Chagres · Coiba · Darién · Golfo de Chiriquí · Isla Bastimentos · La Amistad · Metropolitano · Omar Torrijos · Portobelo · Santa Fe · Sarigua · Soberanía · Volcán Barú